# 台夫特塔實驗
台夫特塔實驗（英語：Delft tower experiment）是一項早期關於重力效應的科學實驗，由科学家西蒙·斯蒂文和揚·科奈特·德·葛魯特（Jan Cornets de Groot）於1586年進行。透過将一對铅球从荷兰台夫特市的新教堂投下，该实验證明了尺寸相同、質量不同的物體將以相同的速度落下。该实验也被认为是静力学史上奠基性的一刻。 

## 历史
16世紀後期，人們對物理學的興趣日益濃厚，許多歐洲科學家開始對科學領域中難以理解之處进行实验。當中，有许多实验直接或间接挑战了亚里士多德的物理定律，而此時亚里斯多德理论是欧洲的主要思想流派。虽然大多数同时期的科学实验是由意大利学者进行的，但到1580年代，有关物理学的新观念已蔓延到欧洲其他地区。
佛萊明工程师兼数学家西蒙·斯蒂文是其中一位接受物理学新观点的欧洲科学家。斯蒂文被聘为沉默者威廉（William the Silent）宮廷军事顾问，因此居住在威廉政府所占领的城市「台夫特」。斯蒂文其中一位主要赞助者是奥兰治亲王莫里斯，他的赞助使斯蒂文得以进一步发展他的科学兴趣。斯蒂文在宮廷中主要关注的是防御工事设计，但他也对流体动力学感兴趣，为台夫特的风车设计了一系列改進措施。为了获得對台夫特風車進行修補的許可，史蒂文聘请了当地的律师揚·科奈特·德葛魯特，他也是未來法律学者胡果·德葛魯特的父親。老德葛魯特和斯蒂文成为了朋友，前者最终投资了几家以斯蒂文设计來建造的新風車。
1586年，斯蒂文和德格鲁特合作进行了一项实验，旨在挑战亚里斯多德的理论「物体坠落的速度与质量成正比」。为了进行实验，两人將一对尺寸相同的铅球載運到台夫特的新教堂（Nieuwe Kerk）頂部，然後把它們扔到下方30英尺處的木製平台上；而其中一顆球比另一顆重十倍。球掉落後，两顆球基本上同时擊中下方的木製平台，這表明相同大小之物體是以相同速度落下且與質量無關。因此，斯蒂文斷定，亚里斯多德理论是错的。
尽管台夫特塔实验取得了成功，但其實驗過程並未如同後來實驗那樣符合科學嚴謹性。斯蒂文缺乏精確测量球體落下速度的仪器，因此不得不依靠聲音回饋（球撞到下方平台而引致）和目击者的證詞來推論球體落下速度相同。就其本身而論，新教堂实验與与类似的实验相比（亦即比起伽利略和1589年在比萨斜塔的思想实验，更加实质的那些工作）更缺乏可信度。
斯蒂文在1586年的著作《De Beghinselen Der Weeghconst》（該書可譯作《静力学原理》和《平衡器原理》）中发表了他的发现。斯蒂文和德格鲁特的實驗與他們同時代的義大利人的實驗一樣，被認為是現代靜力學史上的基礎性實驗之一。